# Escut de Collbató
L'escut oficial de Collbató té el següent blasonament:
Escut caironat truncat: primer d'atzur, una tiara d'argent coronada i creuada d'or amb les ínfules d'argent franjades d'or; la filiera d'or; segon. de gules, un mont de 7 penyes d'or somat d'una serra també d'or. Per timbre una corona mural de poble.

## Història
Va ser aprovat el 28 de setembre de 1984 i publicat al DOGC el 16 de novembre del mateix any amb el número 486.
La mitra papal de la primera partició és l'atribut del patró del poble, sant Corneli, papa i màrtir del segle iii. La segona partició reprodueix les armes parlants del monestir de Montserrat; els seus abats foren els senyors de Collbató fins al 1377.